# 部族連合 (クルアーン)
『部族連合』とは、クルアーンにおける第33番目の章（スーラ）。73の節（アーヤ）から成る。